# Route nationale 209a
La route nationale 209A, ou RN 209A, était une route nationale française reliant Vence au pont de la Manda à Carros. Son appellation a disparu, son tracé ayant été repris dans la RD 2210 (ex-RN 210) lors de la réforme des routes des années 1930.